# 东屿山
东屿山是浙江省象山县东北部近海的一个岛屿，属于涂茨镇钱仓村管辖。面积1.51平方公里。该岛本为无人岛屿，2006年该村将岛屿出租进行旅游开发，并将约200万的租金建立养老基金，所得利息用于全村老年人的生活补助，每月补助50元养老金。